# Amy (banda sonora)
Amy es una banda sonora original de la película 2015 película del mismo nombre. Fue lanzada por Island Records el 30 de octubre de 2015. Es también la segunda recopilación póstuma de la compositora y cantante inglesa Amy Winehouse (el tema de la película). Presenta canciones no lanzadas y demos que fueron incluidos en el documental. También hay canciones del compositor brasileño Antônio Pinto. La banda sonora alcanzó el número 19 en el UK Albums Chart..

## Contexto
El 8 de octubre de 2015,  Island Records anuncia el lanzamiento de Amy  el 30 de octubre de 2015. El 26 de octubre de 2015 se publicó en Facebook y Twitter un demo de dos minutos. La banda sonora fue lanzada por segunda vez en vinil en el Reino Unido e Irlanda el 1 de abril de 2016.

## Descripción
El álbum incluye pistas muy conocidas de Winehouse, como "Stronger Than Me", "Tears Dry on Their Own" y "Back to Black", sesiones en vivo de "What Is It About Men", "Rehab", "We Are Still Friends" y "Love Is a Losing Game", una versión downtempo de "Like Smoke", un demo de "Some Unholy War", un cover de 'The Zutons' "Valerie" interpretada por Winehouse y Mark Ronson y una versión 2011 de "Body and Soul" actuados por Winehouse y Tony Bennett. La banda sonora es la segunda recopilación póstuma  álbum por Winehouse. El álbum también presenta composiciones originales que fueron incluidas en el documental por Antônio Pinto.

## Premios
En junio de 2016, la banda sonora había sido nominada para un total de cuatro premios; incluyendo Mejor Banda Sonora en el St. Asociación de Críticos de Película de Louis y la música detrás de la película llevó a un nombramiento póstumo de Amy Winehouse como British Female Solo Artist en el 2016 BRIT Premios y Winehouse ganó un Grammy Awards a la Mejor Música de Una Película en el Premios Grammy de 2016. Esta fue la novena nominación para la carrera de Winehouse y la tercera póstuma. En diciembre de 2016, las nominaciones para el Grammy 2017 fueron anunciadas, y Amy estuvo nominada para el Premio Grammy a la Mejor Banda Sonora.

## Listas
| Gráficas (1997)                         | Pico de posición |
| --------------------------------------- | ---------------- |
| Bélgica (Ultratop flamenca)             | 50               |
| Bélgica (Ultratop valona)               | 93               |
| República Checa (ČNS IFPI)              | 30               |
| Países Bajos (Album Top 100)            | 51               |
| Polonia (ZPAV)                          | 26               |
| Escocia (Scottish Albums Chart)         | 23               |
| Suiza (Schweizer Hitparade)             | 57               |
| Reino Unido (UK Albums Chart)           | 19               |
| Reino Unido (UK R&B Albums)             | 4                |
| Estados Unidos (Soundtrack Albums)      | 11               |
| Estados Unidos (Top R&B/Hip-Hop Albums) | 28               |

| Gráfico (2015)                           | Posición máxima |
| ---------------------------------------- | --------------- |
| Álbumes Digitales australianos (ARIA)    | 38              |
| Álbumes brasileños (ABPD)                | 10              |
| Álbumes griegos (IFPI)                   | 35              |
| Álbumes de Recopilación irlandesa (IRMA) | 5               |
| Álbumes de Recopilación italiana (FIMI)  | 7               |

## Certificaciones
| Región            | Certificación | Ventas |
| ----------------- | ------------- | ------ |
| Reino Unido (BPI) | Plata         | 60 000 |

## Historia de liberación
| Región | Fecha                 | Formato             | Etiqueta       |
| ------ | --------------------- | ------------------- | -------------- |
| Varios | 30 de octubre de 2015 | CD Descarga digital | Island Records |
| Varios | 1 de abril de 2016    | LP                  | Island Records |